# École Supérieure d'Informatique, Réseaux et Systèmes d'Information

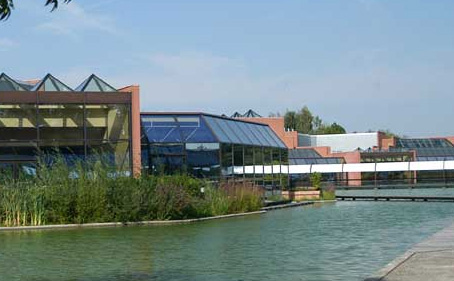
ITIN:s campus (2007).

École Supérieure d'Informatique, Réseaux et Systèmes d'Information, förkortat ITIN, var en fransk yrkeshögskola inom informationsteknik grundad 1988 i Cergy. 2005 startades ett andra campus i Pontoise.
2013 slogs ITIN ihop med École Supérieure de Gestion et de Finance (ESCIA) och bildade ITESCIA.